# Роджерс (Огайо)
Роджерс (англ. Rogers) — селище (англ. village) в США, в окрузі Коламбіана штату Огайо. Населення — 194 особи (2020).

## Географія
Роджерс розташований за координатами 40°47′23″ пн. ш. 80°37′39″ зх. д. / 40.78972° пн. ш. 80.62750° зх. д. (40.789667, -80.627462).  За даними Бюро перепису населення США в 2010 році селище мало площу 0,59 км², уся площа — суходіл.

## Демографія
Згідно з переписом 2010 року, у селищі мешкало 237 осіб у 85 домогосподарствах у складі 66 родин. Густота населення становила 402 особи/км².  Було 93 помешкання (158/км²).
Расовий склад населення:
| - 98,3 % — білих - 0,4 % — чорних або афроамериканців |

До двох чи більше рас належало 1,3 %. Частка іспаномовних становила 0,0 % від усіх жителів.
За віковим діапазоном населення розподілялося таким чином: 21,1 % — особи молодші 18 років, 67,5 % — особи у віці 18—64 років, 11,4 % — особи у віці 65 років та старші. Медіана віку мешканця становила 39,3 року. На 100 осіб жіночої статі у селищі припадало 91,1 чоловіків;  на 100 жінок у віці від 18 років та старших — 83,3 чоловіків також старших 18 років.
Середній дохід на одне домашнє господарство  становив 41 825 доларів США (медіана — 35 000), а середній дохід на одну сім'ю — 47 166 доларів (медіана — 36 875). За межею бідності перебувало 13,8 % осіб, у тому числі 24,1 % дітей у віці до 18 років та 0,0 % осіб у віці 65 років та старших.
Цивільне працевлаштоване населення становило 125 осіб. Основні галузі зайнятості: освіта, охорона здоров'я та соціальна допомога — 26,4 %, роздрібна торгівля — 22,4 %, виробництво — 22,4 %.